# Panamerikanische Spiele 2015/Leichtathletik – 20 km Gehen der Männer
Das 20-km-Gehen der Männer bei den Panamerikanischen Spielen 2015 fand am 19. Juli um den Ontario Place in Toronto statt.
15 Geher aus elf Ländern nahmen an dem Wettbewerb teil. Die Goldmedaille gewann Evan Dunfee nach 1:23,06 h, Silber ging an Iñaki Gómez mit 1:24,25 h und die Bronzemedaille gewann Caio Bonfim mit 1:24,43 h.

## Rekorde
Vor dem Wettbewerb galten folgende Rekorde:
| Weltrekord        | Yusuke Suzuki   | 1:16:36 h | Nomi, Japan                                 | 15. März 2015 |
| Rekord der Spiele | Bernardo Segura | 1:20:17 h | Panamerikanische Spiele in Winnipeg, Kanada | 26. Juli 1999 |

## Ergebnis
19. Juli 2015, 9:05 Uhr
| Platz | Athlet                  | Land        | Zeit (h) |
| ----- | ----------------------- | ----------- | -------- |
|       | Evan Dunfee             | Kanada      | 1:23:06  |
|       | Iñaki Gómez             | Kanada      | 1:24:25  |
|       | Caio Bonfim             | Brasilien   | 1:24:43  |
| 4     | Julio César Salazar     | Mexiko      | 1:25:11  |
| 5     | Eider Arévalo           | Kolumbien   | 1:25:50  |
| 6     | Marco Antonio Rodríguez | Bolivien    | 1:26:59  |
| 7     | Eder Sánchez            | Mexiko      | 1:28:16  |
| 8     | Juan Manuel Cano        | Argentinien | 1:29:06  |
| 9     | Jose Raymundo           | Guatemala   | 1:35:45  |
| 10    | Luis Lopez              | El Salvador | 1:42:03  |
|       | Mauricio Arteaga        | Ecuador     | DNF      |
|       | Yerko Araya             | Chile       | DSQ 1    |
|       | Ivan Garrido            | Kolumbien   | DSQ 1    |
|       | Erick Barrondo          | Guatemala   | DSQ 1    |
|       | Richard Vargas          | Venezuela   | DSQ 1    |